# 内志酋长国
内志酋长国，又称内志第二王国或第二沙特王国，是继德拉伊耶酋长国之后内志地区的第二个由沙特家族统治的国家，存在于19世纪。先前的德拉伊耶酋长国在1818年被鄂圖曼帝国击败，内志酋长国建立。内志酋长国和德拉伊耶酋长国相比，尽管内志酋长国的君主仍然保持着伊玛目的头衔，并且依然雇有瓦哈比派学者，内志酋长国的宗教信仰热情也较之前少，领土扩张规模也显得小了许多。
1824年，内志酋长国将旧都利雅德从鄂圖曼帝国埃及省的统治下夺了回来。内志酋长国存在期间，沙特家族内部存在着非常激化的矛盾，使得酋长国最终为敌对拉希德家族的舍邁爾山酋長國所灭。

## 統治者
伊瑪目圖爾基·本·阿卜杜拉（第一次）1819年–1820年
伊瑪目圖爾基·本·阿卜杜拉（第二次）1824年–1834年
伊瑪目米沙裡·本·阿卜杜勒·拉赫曼·本·米沙裡（篡位者）1834年
伊瑪目費薩爾·本·圖爾基（第一次）1834年–1838年
伊瑪目哈立德·本·沙烏地 1838年–1841年
伊瑪目阿卜杜拉·本·圖納揚·沙烏地1841年–1843年
伊瑪目費薩爾·本·圖爾基（第二次）1843年–1865年
伊瑪目阿卜杜拉·本·費薩爾（第一次）1865年–1871年
伊瑪目沙烏地·本·費薩爾（第一次）1871年
伊瑪目阿卜杜拉·本·費薩爾（第二次）1871年––1873年
伊瑪目沙烏地·本·費薩爾（第二次）1873年–1875年
伊瑪目阿卜杜勒-拉赫曼·本·費薩爾（第一次）1875年–1876年
伊瑪目阿卜杜拉·本·費薩爾（第三次）1876年–1889年
伊瑪目阿卜杜勒-拉赫曼·本·費薩爾（第二次）1889年–1891年